# 고대 라틴어
고대 라틴어(영어: Old Latin)는 초기 라틴어(영어: Early Latin), 고어 라틴어(영어: Archaic Latin) 또는 프리스칸 라틴어(영어: Priscan Latin; 고전 라틴어: prīsca Latīnitās, 문자 그대로 '고대 라틴어')로도 알려져 있으며, 기원전 75년 이전, 즉 고전 라틴어 시대 이전의 라틴어였다.

## 말뭉치
Corpus 말뭉치, 집성, 전집

## 같이 보기
- 라틴-문자 음소문자
- 라틴 음소문자
- 고대 로마 문자